# Huijing
Huijing (kinesiska: 辉景乡, 辉景) är en socken i Kina. Den ligger i provinsen Sichuan, i den sydvästra delen av landet, omkring 200 kilometer öster om provinshuvudstaden Chengdu. Antalet invånare är 7 999. Befolkningen består av 3 923 kvinnor och 4 076 män. Barn under 15 år utgör 20,0 %, vuxna 15-64 år 65 %, och äldre över 65 år 14,0 %.
Genomsnittlig årsnederbörd är 1 393 millimeter. Den regnigaste månaden är juni, med i genomsnitt 264 mm nederbörd, och den torraste är december, med 8 mm nederbörd.